# Франсіско де Бобаділья
Франсіско де Бобаділья (пр. 1448, Бобаділья — 11 липня 1502) — іспанський конкістадор, 2-й губернатор Індій (1499–1502).

## Біографія

### Ранні кроки
Франсіско Фернандес де Бобаділья уродженець Арагону, народився між 1445 і 1450 роками у містечку Бобаділья. В 1480 році Франсіско де Бобаділья був призначений командором лицарського ордена Калатрави в містах Ауньйон, Бернінчес, Кастельянос і Ель Колладо.
Мав прихильність іспанських монархів Ізабели і Фердинанда. Його сестра Беатриса де Бобаділья була близькою подругою королеви Ізабели.

### Слідчий суддя
21 травня 1499 року, Католицькі монархи Фердинанд і Ізабелла призначили його слідчим суддею, та другим губернатором Індій (нових іспанських володіннях в Америці), відкритих адміралом Христофором Колумбом, для розслідувати подій, що відбулися на острові Еспаньйола, через безперервні скарги на політику, яку Христофор Колумб і його брати практикували на острові, повстання Франсіско Ролдана і звинувачення в зраді і нападів його численних ворогів.

### Розслідування звинувачень проти Христофора Колумба та його братів
У серпні 1500 року Франсіско де Бобаділья з загоном у 500 солдатів на двох каравелах («Года» і «Антигуа») прибув до Санто-Домінго на острові Еспаньйола (тогочасна назва острову Гаїті). В Санто-Домінго він зустрівся з Дієго Колоном, який правив островом через відсутність його брата Христофора, який в цей час перебував у Вега Реалі. Незабаром після початку зустрічі Бобаділья змусив Дієго залишити фортецю, в якій він мешкав, оскільки він не визнав повноважень Бобадільї, оскільки вважав, що Христофор Колумб мав більше прав.
Фернандес де Бобаділья почав розслідування на підставі зроблених звинувачень і зібрав велику кількість скарг проти Дієго та Христофора, виявивши, що вони здійснювали жахливе управління та серйозно зловживали владою. На підставі проведенного розслідування, Бобаділья віддав наказ заарештувати Колумбів та доправити їх до Іспанії. Крім того, було конфісковано все майно братів Колумбів.

### Захоплення Христофора Колумба і його брата

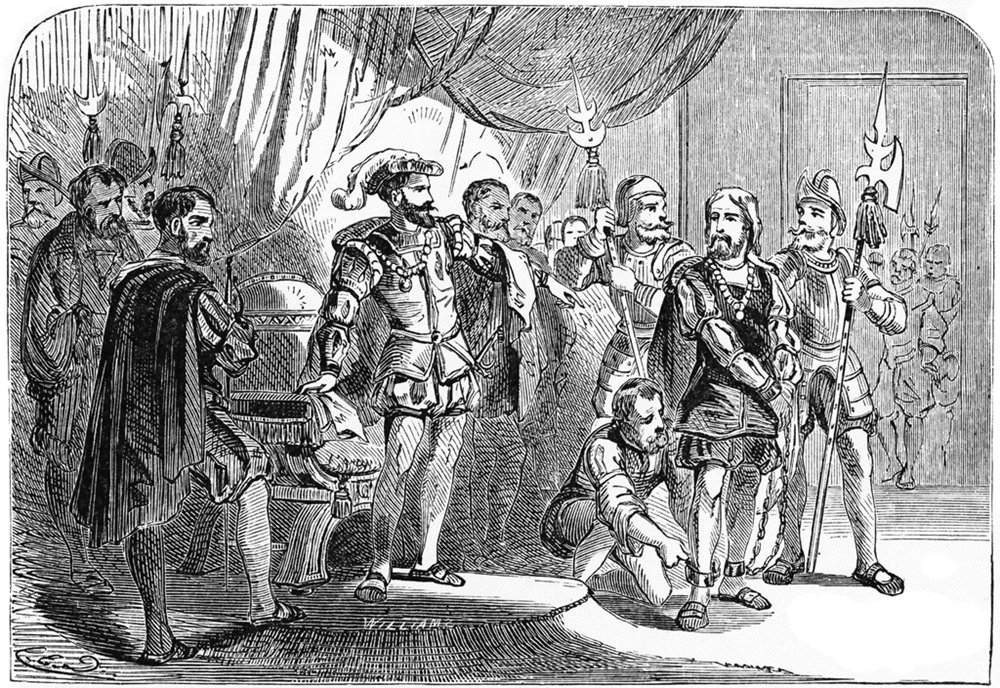
Франсіско де Бобаділья заарештовує Христофора Колумба в Санто-Домінго

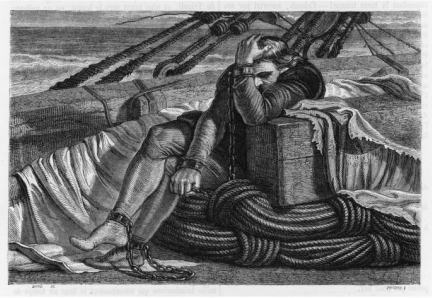
Колумб прикутий до човна Ла-Горда, на шляху до Іспанії, після того, як був заарештований Франсіско де Бобаділья, в Санто-Домінго.

Бобаділья знайшов Христофора Колумба в вересні 1500 року у Вега Реал, а його брата Бартоломео в індіанців Джарагуа на південному заході Гаїті, де той вів переговори з бунтівними поселенцями. За розпорядженням нового губернатора Христофор Колумб і його брати Бартоломео і Дієго були заарештовані і на початку жовтня в кайданах відправлені до Іспанії. Вони знаходилися під охороною капітана Алонсо де Валлехо і згодом передані єпископу Бургоса Хуану Родрігесу де Фонсеці, який був відомим ворогом Колумба.
Незважаючи на висновки слідства, католицькі королі доброзичливо поводилися з Колумбом і наказали його звільнити, відкидаючи, що ці звинувачення є аргументом для його ув'язнення, хоча вони і не були заперечені.

### ГубернаторЕспаньйоли
Бобаділья зайняв посаду губернатора Еспаньйоли 23 серпня 1500 року незабаром після його приїзду. Під час свого правління він заохочував приватну експлуатацію і встановив політику, згідно з якою індіанці працюватимуть головним чином у видобутку золота з існуючих родовищ в Хаїні і Сібао. Згідно з історією Христофора, написаної його сином, Фернандо Колумбом, Бобаділья витрачав королівські доходи і данину, щоб отримати користь, стверджуючи, що католицькі королі тільки хотіли мати цю землю від свого імені, а решта їх не стосується.
З цим аргументом він також почав продажі на аукціонах земель, які адмірал отримав для католицьких монархів, стверджуючи, що монархи не були фермерами або купцями і що ці землі повинні служити добрим васалам. Щоб завоювати прихильність людей, він продав землі за дві третини їх ціни. Зі слів Фернандо Колумба Бобаділья заохочував всілякі критики, образи і приниження проти Колумбів.
У вересні 1501 року іспанські монархи відсторонили Франсіско від посади внаслідок його невмілого управління і призначили новим губернатором Ніколаса де Овандо і Касереса.

### Смерть
Бобаділья вирушив назад до Іспанії з флотом, який доставив до Нового світу Овандо. У червні з флотом у 30 кораблів Франсіско де Бобаділья, незважаючи на попередження про можливий ураган, відплив з Гаїті до Іспанії. Під час шторму 20 кораблів разом з екіпажами загинули. Серед потонулих був і сам Франсіско де Бобаділья.

## Родина
Франсіско де Бобаділья був братом Беатріси де Бобаділья, маркізи де Моя і Пеньялоса, яка була подругою королеви Кастилії Ізабели і була вельми впливовою жінкою і Хуана де Бобаділья, керівника (регідор) Медіна-дель-Кампо.
Його племінницею була Беатріс де Бобаділья і Оссоріо, з Канарських островів графиня Гомера і Ієрро. Саме вона перед в 1492 році надала підтримку Христофору Колумб коли від зробив зупинку на острові Гомера, перед тим як перетнути Атлантику. Коли він відпливав, вона надала йому живці цукрового очерету, який згодом поширився Новим Світом.
Дружиною його була Марія де Пеньялоса. Родина мала доньку Ізабелу де Бобаділья і Пеньялоса, чоловіком якої з 1485 року був Педро Аріас де Авіла, майбутній губернатор Панами (1514—1526) та Нікарагуа (1528—1531).